# Jack Soul Brasileiro
"Jack Soul Brasileiro" é uma canção gravada pelos cantores brasileiros Fernanda Abreu e Lenine, que também escreveu a canção. Ela foi lançada como single para o quarto álbum de Fernanda, Raio X, pela EMI em 1997. Lenine também gravou uma versão solo em seu álbum Na Pressão de 1999.

## Antecedentes
Abreu comentou sobre a criação da faixa: Fui fazer um show em N.Y. em julho de 96 num evento em que também foram tocar: Chico Science e Nação Zumbi, Mundo Livre, Lenine e Suzano e etc… 
| “ | Numa noite fomos ao S.O.B. para dançar e beber. Otto, percussionista do Mundo Livre, começou a cantar a "Cantiga do Sapo" de Jackson do Pandeiro em cima de uma base de hip-hop. O rap-repente ficou muito bom. Vi que tinha um lance ali. Quando cheguei, liguei pra pessoa certa pra fazer essa conexão Rio-Nordeste: Lenine.". O resultado foi “Jack Soul Brasileiro. | ” |

## Composição
"Jack Soul Brasileiro" foi composta pelo cantor e compositor Lenine. Ela homenageia o também cantor e compositor Jackson do Pandeiro, conhecido por difundir estilos musicais nordestinos no país. A faixa é uma composição que prioriza ritmos e temáticas nacionais além de incluir elementos da obra de Jackson do Pandeiro. "Jack Soul Brasileiro" ainda destaca um jogo de palavras que referencia o que o compositor considera como a "alma brasileira". A canção apresenta uma brincadeira fonética que destaca algumas de intenções implícitas: a expressão "Jack Soul Brasileiro", expõe, em conjunto, uma semelhança com a expressão "Jackson do Pandeiro". Assim, o ouvinte pode começar a compreender melhor os detalhes que acompanham toda a música, inclusive a relação que Lenine quis destacar ao incluir a palavra inglesa soul ao seu título, que traduzido e adaptado seria "Jack "Alma" Brasileira". Também, a identidade brasileira aparece pela relação que também pode ser feita entre o título e a expressão "já que sou brasileiro".
No início, discute-se sobre a obra de Jackson do Pandeiro, assim como importantes elementos da cultura nacional: "Jack Soul Brasileiro/ E que o som do pandeiro/ É certeiro e tem direção/ Já que subi nesse ringue/ E o país do swing/ É o país da contradição/ Eu canto pro rei da levada/ Na lei da embolada/ Na língua da percussão/ A dança mugango dengo/ A ginga do mamolengo/ Charme dessa nação". Na estrofe seguinte, combina-se interrogações acerca do artista sem dar-lhe nome, apenas apresentando expressões de suas músicas ou de suas preferências rítmicas: "Quem foi?/ Que fez o samba embolar?/ Quem foi?/ Que fez o coco sambar?" Depois, apresenta-se uma série de elementos os quais acredita-se compor a "alma brasileira", como o batuque, o truque, o pandeiro, funk rock, samba, entre outros. E quando encerra esse trecho, a letra faz uma sutil menção à ideia de que o brasileiro enfrenta as adversidades de modo alegre e otimista, "Despencando da ladeira / Na zueira da banguela". No próximo trecho, há referências à canção de Jackson do Pandeiro "Chiclete com Banana", Jackson posiciona-se a respeito da indústria cultural estadunidense e sua relação com as culturas populares realizadas no Brasil: "Eu só ponho bebop no meu samba/ Quando o tio Sam/ Pegar no tamborim/ Quando ele pegar/ No pandeiro e no zabumba/ Quando ele entender/ Que o samba não é rumba/ Aí eu vou misturar/ Miami com Copacabana/ Chiclete eu misturo com banana/ E o meu samba, e o meu samba/ Vai ficar assim".

## Controvérsia
Pouco antes do lançamento do álbum Raio X, Lenine foi acusado de plágio por "Jack Soul Brasileiro". Um poeta e compositor chamado Bernardo Vilhena veio a público e disse que a letra da canção plagiava uma quadra sem título que foi publicada em 1978 no livro Atualidades Atlânticas pela extinta editora Nuvem Cigana. Segundo o compositor, a quadra era sempre recitada em saraus, encontros de poesia e em outras ocasiões do gênero. Em uma dessas ocasiões, no final de 1996, durante o lançamento de uma revista no Rio de Janeiro, Vilhena recitou o poema. Abreu e Lenine estariam no local, segundo o compositor. Ele, entretanto, disse que não pretendia processar Lenine, nem pedir indenização. Ele apenas pleiteava co-autoria na música. "O poema deve ter ficado no inconsciente dele. Admiro o trabalho dele. É um belo compositor", afirmou Vilhena. "Jack Soul Brasileiro" coincide com metade da quadra, embora seja mais extensa. Além disso, a música faz referência a Jackson do Pandeiro, citado nominalmente. "É chato para mim. Tenho direito ao meu passado. Esse poema é uma marca que eu uso. Daqui a pouco vão dizer que estou homenageando o Lenine e, enquanto isso, ele vai estar colocando o dinheiro no bolso", diz.
Já Lenine negou que tenha plagiado ou sido influenciado pelo poeta a faixa. "Não conhecia esse poema", afirmou Lenine, que lamenta o que ele define como um mal-entendido envolvendo um "grande compositor e amigo". Lenine disse que não pensava em dar co-autoria à música, como Vilhena pleiteava. "É injustificável qualquer tipo de reivindicação de co-autoria. O Bernardo (Vilhena) está viajando legal. Acho que ele devia ter falado comigo. Ele é meu amigo", afirma Lenine. Ele conta que fez "Jack Soul Brasileiro" especialmente para o disco de Abreu, e que a música foi composta em abril de 1997.
Ele negou que tenha ouvido o poema declamado por Vilhena na ocasião citada pelo poeta em 1996: "Havia mais de 2.000 pessoas no lugar. Eu fui para ver a Fernanda, que tocaria lá, mas fiquei uma hora e meia no camarim com ela. Seria inevitável, ao homenagear Jackson do Pandeiro, não recorrer a um trocadilho usando seu nome, como é da tradição nordestina da embolada, do repente, do coco, do trava-língua", afirma. "O problema existe na cabeça dele. Isso não tem esse peso todo", disse ele.

## Videoclipe
A música também ganhou um videoclipe com Abreu e Lenine cantando com bandeiras de vários países ao fundo. Ganhou uma indicação ao MTV Video Music Brasil 1998 na categoria "Escolha da Audiência".

## Apresentações ao vivo

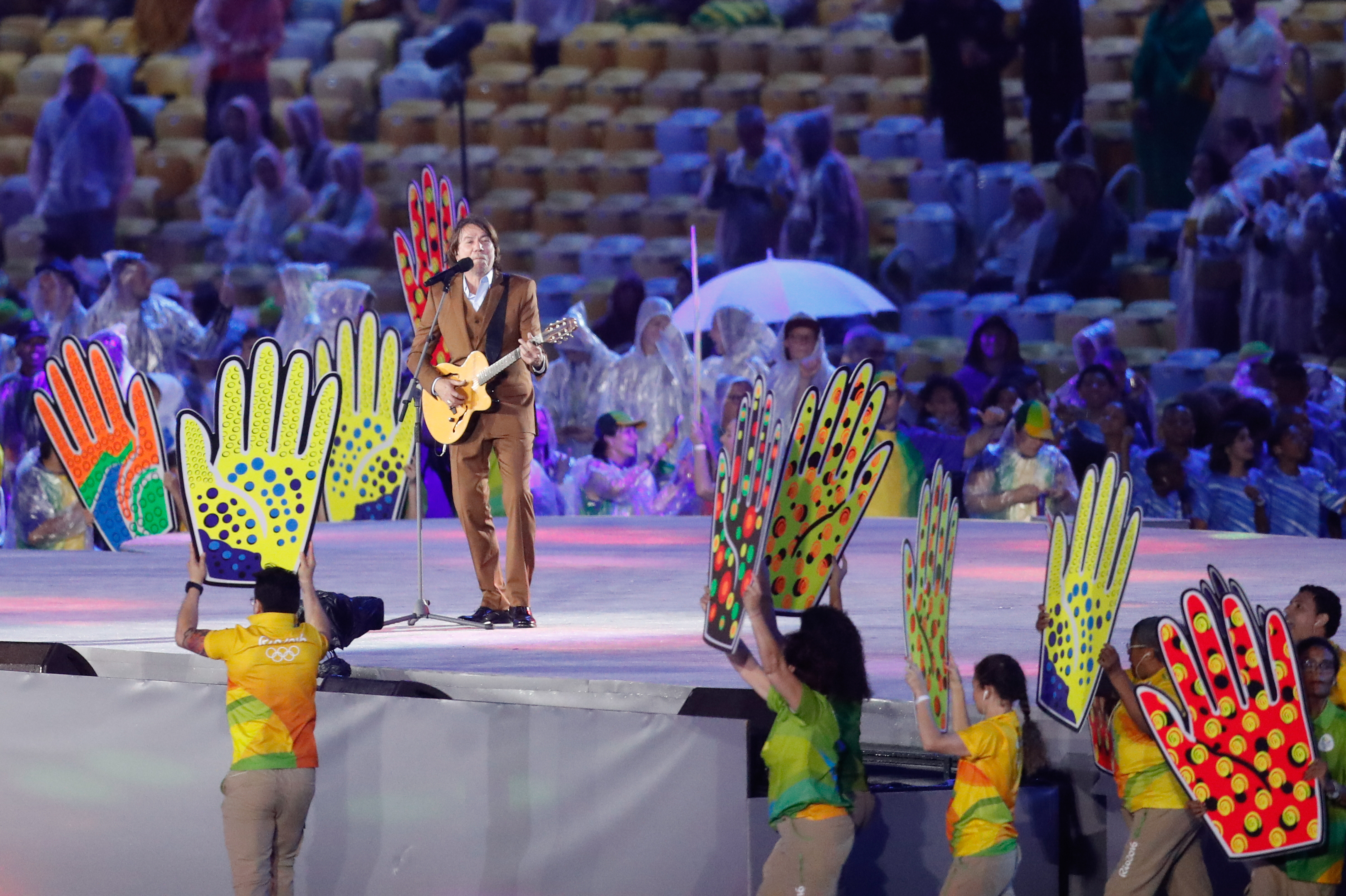
Lenine cantando a faixa na cerimônia de encerramento dos Jogos Olímpicos de Verão de 2016

"Jack Soul Brasileiro" foi incluída no repertório da turnê Raio X para promover o disco de mesmo nome. A apresentação da canção contava com um telão no fundo que era usado para projeções, onde as bandeiras do mundo se transformam na brasileira e para projeções das bandeiras do Rio de Janeiro e dos outros Estados brasileiros. Ela foi interpretada por Lenine em seu álbum Lenine In Cité (2004). A faixa foi cantada novamente por Lenine no Acústico MTV - Lenine, lançado em CD e DVD em 2006 e produzido para a série homônima da MTV Brasil. Em 2011, Lenine interpretou a faixa no programa Som Brasil da Rede Globo. Abreu apresentou a faixa no programa da mesma emissora Encontro com Fátima Bernardes em 2012. Lenine cantou "Jack Soul Brasileiro" na cerimônia de encerramento dos Jogos Olímpicos de Verão de 2016, homenageando os voluntários das Olimpíadas e com letra adaptada para a natureza da ocasião.

## Faixas e formatos
CD single
1. "Jack Soul Brasileiro" − 4:43

## Prêmios e indicações
| Ano  | Prêmio                 | Versão         | Categoria            | Resultado |
| ---- | ---------------------- | -------------- | -------------------- | --------- |
| 1998 | MTV Video Music Brasil | Fernanda Abreu | Escolha da Audiência | Indicado  |